# Elisabet af Østrig (1437–1505)
 For alternative betydninger, se Elisabet af Østrig. (Se også artikler, som begynder med Elisabet af Østrig)
Elisabet af Østrig (polsk: Elżbieta Rakuszanka, litauisk: Elžbieta Habsburgaitė; født cirka 1437, død 30. august 1505) var hustru til kong Kasimir 4. Jagiellon af Polen og var derfor dronning af Polen samt storhertuginde af Litauen. Da hun som barn blev forældreløs, voksede hun op ved den tysk-romerske kejser Frederik 3.'s hof. Som en af de tre overlevende børnebørn af kejser Sigismund stod hun stærkt som arving til kongerigerne Ungarn og Bøhmen, hvilket gjorde hende til en attraktiv brud for en polsk prins. Den polske adel, der forsøgte at opnå større indflydelse i disse to kongeriger, søgte at sikre dette ægteskab fra hendes fødsel, og de fik held med deres forehavende i 1454. Hendes ægteskab med Kasimir var et af de bedst fungerende i den polske kongeslægt. Elisabet fødte 13 børn, hvoraf 11 overlevede barn- og ungdommen, og fire af sønnerne opnåede at blive kronet til konger. 

## Børn
Elisabet og Kasimir fik følgende børn:
- Vladislav 2. af Bøhmen og Ungarn (1. marts 1456 – 13. marts 1516)
- Hedvig Jagiellon, hertuginde af Bayern (21. september 1457 - 18. februar 1502)
- Kasimir, prins af Polen og Litauen samt skytshelgen for Polen (3. oktober 1458 – 4. marts 1484)
- Johan 1. Albrecht af Polen (27. december 1459 - 17. juni 1501)
- Alexander Jagiellon, storhertug af Litauen og konge af Polen (5. august 1461 - 19. august 1506)
- Sofia af Polen, markgrevinde af Brandenburger-Ansbach (6. maj 1464 - 5. oktober 1512)
- Elisabet (9. maj 1465 - 9. maj 1466)
- Sigismund 1. af Polen (1. januar 1467 - 1. april 1548)
- Frederik Jagiellon, ærkebiskop af Gniezno (27. april 1468 - 14. marts 1503)
- Elisabet (13. maj 1472 - (mellem 19. maj 1480 og 20. maj 1481)
- Anna Jagiellon, hertuginde af Pommern (12. marts 1476 - 12. august 1503)
- Barbara Jagiellon, hertuginde af Sachsen (15. juli 1478 - 15. februar 1534)
- Elisabet Jagiellon, hertuginde af Legnica (13. november 1482 - 15. februar 1517)